# Dardanellen
De Dardanellen, Hellespont of Straat der Dardanellen (Turks: Çanakkale Boğazı; Grieks: Δαρδανέλλια) is een zeestraat tussen Europa en Klein-Azië, in het noordwesten van Turkije. Sinds maart 2022 wordt de straat door de Çanakkale 1915-brug overspannen. De brug ligt tussen Gallipoli (noorden) en Lapseki (zuiden).
De zeestraat vormt een deel van de verbinding tussen de Zwarte Zee en de Middellandse Zee, en scheidt het Europese van het Aziatische deel van Turkije. In het noorden loopt het water van de Zee van Marmara in de Dardanellen; in het zuidwesten komen de Dardanellen uit in de Egeïsche Zee. De Dardanellen zijn ongeveer 65 kilometer lang. De breedte varieert tussen 1,2 en 6 kilometer. De gemiddelde diepte is zo'n 55 m, ter hoogte van het smalste deel van de zeestraat, nabij Çanakkale bereikt de zeestraat zijn grootste diepte van 103 m. Aan de noordwestkant ervan ligt het schiereiland Gallipoli, dat tot Europa behoort.
Enkele plaatsen die aan de Dardanellen liggen:
- Gallipoli (Gelibolu)
- Eceabat
- Kilidülbahir
- Çardak
- Lapseki
- Çanakkale
- Hamidiye
- Sestos
- Abydos
- Troje (bestaat niet meer)

## Etymologie
In de oudheid noemden de Grieken de zeestraat 'Hellēspontos', 'de zee van Helle', naar de Griekse mythologische figuur Helle, die erin zou zijn verdronken. De naam 'Dardanellen', of aanvankelijk 'Straat van Dardanellen', is van latere datum, en is afkomstig van twee kastelen aan weerszijden van de zeestraat, die 'de Dardanellen' werden genoemd. Deze naam is op zijn beurt vermoedelijk weer afkomstig van Dardanos, een plaats in de oudheid aan de Hellespont.

## Milieuproblematiek
In de periode 2020-2021 werd er in de zee hier een soort slijm waargenomen, bestaande uit bacteriën en afvalproducten van fytoplankton. Deze bedekt het bodemleven en vormt een ernstige bedreiging van flora en fauna, want het neemt alle zuurstof weg. Als oorzaken worden de grote toename van voedingsstoffen (nutrients) in het water beschouwd, geproduceerd door menselijke activiteit én de door de mens veroorzaakte klimaatverandering, waardoor de watertemperatuur is toegenomen.